# Fim de Festa (2020)
Fim de Festa é um filme de drama brasileiro de 2020 dirigido e escrito por Hilton Lacerda. É produzido por Nara Aragão e João Vieira Jr. e traz a história de um policial civil que investiga a morte de uma jovem durante as festas de Carnaval. O filme é protagonizado por Irandhir Santos como o policial e conta ainda com Ariclenes Barroso, Amanda Beça, Maria Barreira, Suzy Lopes e Hermila Guedes.
Fim de Festa teve sua estreia no Festival do Rio em dezembro de 2019, onde venceu o Troféu Redentor de melhor filme, e foi lançado no Brasil a partir de 5 de março de 2020. O filme foi recebido pela crítica com avaliações mistas, as quais definiram o filme como um suspense policial fraco, porém com uma das melhores atuações da carreira de Irandhir Santos.
Por suas atuações no filme, Irandhir Santos e Hermila Guedes foram indicados pela Academia Brasileira de Cinema ao Grande Otelo de Melhor Ator e Melhor Atriz Coadjuvante, respectivamente, em 2021. DJ Dolores também foi indicado ao prêmio na categoria de Melhor Trilha Sonora por seu trabalho no filme.

## Sinopse
Após Breno (Gustavo Patriota) e Penha (Amanda Beça) conhecerem um casal de turistas,  Ângelo (Leandro Villa) e Indira (Safira Moreira), que foram para a Bahia festejar o Carnaval, eles combinam de fazer uma confraternização. Os quatro jovens se reunem na casa de Breno. Entretanto, já na quarta-feira de cinzas ocorre um crime: uma jovem francesa é assassinada brutalmente por asfixia. Esse crime faz com que o pai de Breno (Irandhir Santos), um policial civil, retorne mais cedo de suas férias para investigar o caso. Agora, além do incômodo de ter encontrado estranhos em sua casa, o policial acaba encontrando vestígios afetivos no desdobramento do crime.

## Elenco
- Irandhir Santos como Breno Wanderley
- Gustavo Patriota como Breninho
- Hermila Guedes como Cosma / Damiana
- Amanda Beça como Penha
- Leandro Villa como Ângelo
- Safira Moreira como Indira
- Arthur Canavarro como Maurício Lemos
- Suzy Lopes como Alice Bezerra Garnier
- Ariclenes Barroso como Samuel Bezerra e Silva
- Jean Thomas Bernardini como Jèrôme Garnier
- Nash Laila como Juliana
- Maria Barreira como Emma Drummond
- Isaar como Valdelice "Val"
- Lula Terra como Tibério
- Jeanne de Larrard como tradutora
- Geyson Luiz como Paulo Sérgio
- Nara Aragão como Sylvia
- Sandro Guerra como Dr. Gusmão

## Produção
Esse é o segundo longa-metragem de ficção de Hilton Lacerda, sendo o primeiro Tatuagem, o qual também é protagonizado por Irandhir Santos.

## Lançamento
O filme foi exibido na edição de 2019 do Festival do Rio durante a mostra Première Brasil. Foi lançado nos cinemas do Brasil a partir de 5 de março de 2020 com distribuição da Imovision. Um dia antes, em 4 de março, foi realizado um evento de pré-estreia do filme no NET Gávea, na cidade do Rio de Janeiro, reunindo os atores que compõem o elenco e outros artistas.

## Prêmios e indicações
| Ano  | Associações                        | Categoria                | Recipiente(s)   | Resultado                   |
| ---- | ---------------------------------- | ------------------------ | --------------- | --------------------------- |
| 2019 | Festival de Cinema do Rio          | Melhor Filme             | Hilton Lacerda  | Venceu                      |
| 2020 | Festival SESC Melhores Filmes      | Melhor Atriz             | Hermila Guedes  | Indicado                    |
| 2020 | Festival SESC Melhores Filmes      | Melhor Ator (voto júri)  | Irandhir Santos | Venceu                      |
| 2021 | Grande Prêmio do Cinema Brasileiro | Melhor Ator              | Irandhir Santos | Indicado                    |
| 2021 | Grande Prêmio do Cinema Brasileiro | Melhor Atriz Coadjuvante | Hermila Guedes  | Venceu                      |
| 2021 | Grande Prêmio do Cinema Brasileiro | Melhor Trilha Sonora     | DJ Dolores      | Indicado[carece de fontes?] |
| 2021 | Prêmio Guarani                     | Melhor Ator              | Irandhir Santos | Venceu                      |
| 2021 | Prêmio Guarani                     | Melhor Atriz Coadjuvante | Hermila Guedes  | Indicado                    |
| 2021 | Prêmio Guarani                     | Melhor Trilha Sonora     | DJ Dolores      | Venceu                      |
| 2021 | Prêmio Guarani                     | Melhor Elenco            | Bruna Leite     | Indicado                    |